# Luc Brisson
Pour les personnes ayant le même patronyme, voir Brisson.
 (juin 2013).
Si vous disposez d'ouvrages ou d'articles de référence ou si vous connaissez des sites web de qualité traitant du thème abordé ici, merci de compléter l'article en donnant les références utiles à sa vérifiabilité et en les liant à la section « Notes et références ».
Luc Brisson, né le 10 mars 1946 à Saint-Esprit (comté de Montcalm), est un philosophe québécois. Il a également acquis la citoyenneté française et est directeur de recherche au Centre Jean Pépin du CNRS, en France. Il est considéré comme l'un des meilleurs spécialistes contemporains de Platon, directeur de la traduction des œuvres complètes du philosophe dans l'édition GF, et auteur de nombreux travaux sur le sujet.

## Biographie

### Jeunesse et études
Luc Brisson effectue une licence puis une maîtrise en philosophie à l'Université de Montréal sous la direction de Vianney Décarie. 
Il étudie la sociologie de la Grèce ancienne à l'École pratique des hautes études sous la direction de Pierre Vidal-Naquet entre 1968 et 1971. Il obtient un doctorat de 3e cycle en 1971 à l'université Paris-Nanterre sous la direction de Clémence Ramnoux. Il devient  migrant student à Oxford (1971-1972).
Il étudie ensuite le sanskrit à l'université Sorbonne-Nouvelle entre 1979 et 1984, ainsi que les langues vivantes étrangères (1982) et les études indiennes sous la direction de Marie-Claude Porcher (1984). 
En 1985, il obtient un doctorat d'État, toujours à l'université Paris-Nanterre, sous la direction de Jean Pépin, pour une thèse appelée "Mythe et philosophie chez Platon".

### Parcours universitaire
Attaché de recherche du CNRS en 1974, il devient chargé de recherche en 1981, puis directeur de recherche en 1986 au Centre Jean Pépin du CNRS. Il est spécialiste de philosophie antique, particulièrement de Platon. Luc Brisson est l'auteur de nombreuses publications consacrées à Platon et à la philosophie antique ; il est également l'un des principaux collaborateurs de l'entreprise de traduction et de présentation des œuvres de Platon aux éditions GF Flammarion, et dirige avec Jean-François Pradeau la traduction des œuvres de Plotin chez le même éditeur.
L'objectif poursuivi dans le cadre de son projet de traduction a été de démocratiser l'œuvre platonicienne, tout en fournissant des commentaires et des appareils de notes intéressants pour les étudiants et les chercheurs.

## Œuvres (liste partielle)

### Travaux bibliographiques
- Platon 1995-2000 : Bibliographie avec Benoît Castelnerac et la collaboration de Frédéric Plin. Paris, J. Vrin, 2007. (Tradition de la pensée classique).  (ISBN 2-7116-1698-3).
- Trevor Saunders & Luc Brisson, Bibliography on Plato's Laws, Third edition. Revised and completed with an additional Bibliography on the Epinomis by Luc Brisson, IPS vol. 12, Sankt Augustin, Academia Verlag, 2000.
- Platon 1990-1995 : Bibliographie avec la collaboration de Frédéric Plin. Paris, J. Vrin, 1999. (Tradition de la pensée classique).  (ISBN 2-7116-1412-3).
- Lustrum [Internationale Forschungsberichte aus dem Bereich des klassischen Altertums hrsg. von Hans Joachim Mette] 20, 1977 [1979].

### Publications
- Platon ; Cerf, 2017, Col. "Qui es-tu ?".  (ISBN 978-2204106368). 298 p.
- Philosophie grecque / sous la direction de Monique Canto-Sperber ; en collaboration avec Jonathan Barnes, Luc Brisson, Jacques Brunschwig... [et al.]. - 2e édition revue et corrigée. Paris : PUF, 2017.  (ISBN 978-2-13-079529-2). 913 p.
- Lire les présocratiques, Luc Brisson, Arnaud Macé et Anne-Laure Therme (dir). ; PUF, Coll. Quadrige, 2016.  (ISBN 2130733182) 232 p. . Aussi en version PDF
- Le même et l'autre dans la structure ontologique du Timée de Platon. Un commentaire systématique du Timée de Platon, Paris, Klincksieck, 1974, 589 p.  (Quatrième édition, avec un supplément bibliographique 1998-2015, Sankt Augustin Academia Verlag, 2015)
- Écrits attribués à Platon, Luc Brisson, Coll. GF Flammarion, 2014  (ISBN 9782080711762)
- Dictionnaire. Platon, Luc Brisson, Jean-François Pradeau, Paris, Ellipses, 2007, 165 p.
- LifeTime. The quest for a definition of Life, F. Walter Meyerstein, Luc Brisson, Anders P. Moeller, Philosophische Teste und Studien, Hildeshein / Zürich / New York, Olms, 2006, 165 p.
- Lectures de Platon. Paris, J. Vrin, 2000 (Bibliothèque d'histoire de la philosophie),  (ISBN 2-7116-1455-7). 272 p.
- Entretiens avec Luc Brisson, Rendre raison au mythe, avec Louis-André Dorion, De Vive voix, Montréal, Liber, 1999, 192p.
- Vocabulaire de Platon, Luc Brisson et Jean-François Pradeau, Paris, Ellipses, 1998.
- Le sexe incertain, Vérité des mythes. Androgynie et hermaphrodisme dans l’Antiquité gréco-romaine, Paris, Les Belles Lettres, 1997, 172 p. ,  (ISBN 2-251-32425-9)
- (Avec Christoph Jamme (de)), Einführung in die Philosophie des Mythos, 2 Bde, Wissenschaftliche Buchgesellschaft (de), Darmstadt (WBG), mars 1996, Paris, Vrin :
  - Luc Brisson, Introduction à la philosophie du mythe 1. Sauver les mythes, Librairie philosophique J. Vrin, 1996 (pour la version française)  (ISBN 2-7116-1271-6) / (de) Bd 1. Antike, Mittelalter und Renaissance, Darmstadt, Wissenschaftliche Buchgesellschaft, 1996.
  - [Christoph Jamme, Introduction à la philosophie du mythe 2. Epoque moderne et contemporaine (Neuzeit und Gegenwart, 1991), traduit de l'allemand par Alain Pernet, Paris, Librairie philosophique J. Vrin, 1995,  (ISBN 2-7116-1254-6)]
- Orphée et l'Orphisme dans l'Antiquité gréco-romaine, Aldershot, Variorum, 1995, VIII + 301 p.
- Puissance et limites de la raison. Le problème des valeurs, en collaboration avec F. Walter Meyerstein, Collection L'âne d'or, Paris, Les Belles Lettres, 1995.
- Inventer l'univers. Le problème de la connaissance et les modèles cosmologiques, avec F. Walter Meyerstein, Collection L'âne d'or 1, Paris, Les Belles Lettres, 1991, 209 p.
- Platon, les mots et les mythes, Textes à l'appui. Histoire classique, Paris (Maspero), 1982, 239 p.
- Le mythe de Tirésias. Essai d'analyse structurale, 55, Leiden, Brill, 1976, 169 p.

### Traductions de Platon
- Apologie de Socrate ; Criton / Platon ; traductions, introductions, notes, chronologie et bibliographies. 5e édition corrigée et mise à jour. Flammarion, 2017.  (ISBN 978-2-0814-1602-4), 270 p.
- Œuvres complètes / Platon. Luc Brisson (dir.) ; Flammarion, 2011.  (ISBN 978-2-0812-4937-0). 1 vol. (XXI-2198 p. ).
- Œuvres complètes. Paris, Flammarion, 2008, 2204 p.
- Lettres ; Paris, Flammarion, 1987. (GF ; 466). 314 p.
- Les Lois de Platon, Luc Brisson et Jean-François Pradeau, Paris, PUF, 2007, 186 p.
- Les lois. Livres I à VI ; avec Jean-François Pradeau. Paris, Flammarion, 2006. (GF ; 1059).  (ISBN 2-08-071059-1).
- Apologie de Socrate. Criton ; 3e éd., Paris, Flammarion, 2005. (GF ; 848).  (ISBN 2-08-070848-1).
- Phèdre ; 6e éd., Suivi de : La pharmacie de Platon de Jacques Derrida, Paris, Flammarion, 2004. (GF ; 488).  (ISBN 2-08-070488-5).
- Le politique ; avec Jean-François Pradeau. Paris, Flammarion, 2003. (GF ; 1156).  (ISBN 2-08-071156-3).
- Les lois. Livres VII à XII ; avec Jean-François Pradeau. Paris, Flammarion, 2006. (GF ; 1257).  (ISBN 2-08-071257-8).
- Le Banquet ; 4e éd., Paris, Flammarion, 2005. (GF ; 987).  (ISBN 2-08-070987-9).
- Apologie/Criton, Collection GF 848, Paris, Flammarion, 1997.
- Timée. Critias ; 2e éd. Paris : Garnier-Flammarion, 1995. (GF ; 618). 438 p.  (ISBN 2-08-070618-7).
- Parménide ; Paris : Garnier-Flammarion, 1994. (GF ; 688). 335 p.  (ISBN 2-08-070688-8).
- Lettres ; Paris, Flammarion, 1987. (GF ; 466). 314 p.

### Autres traductions
- Plotin, Traités 1-6, présentation, traduction et notes sous la direction de Luc Brisson et Jean-François Pradeau, GF 1155, Paris, Flammarion, 2002, 292 p.
- Plotin, Traités 7-21, présentation, traduction et notes sous la direction de Luc Brisson et Jean-François Pradeau, GF 1164, Paris, Flammarion, 2003, 532 p.
- Plotin, Traités 22-26, présentation, traduction et notes sous la direction de Luc Brisson et Jean-François Pradeau, GF 1198, Paris, Flammarion.
- Plotin, Traités 27-29. Sur les difficultés relatives à l'âme, trois livres, présentés, traduits et annotés par L. Brisson, GF1203, Paris, Flammarion, 2005, 300 p.
- Plotin, Traité Sur les nombres (Ennéade VI 6 [34]), Histoire des Doctrines de l'Antiquité Classique [directeur J. Pépin] 4, introduction, texte grec, traduction, commentaire et index grec par Janine Bertier, Luc Brisson, Annick Charles, Jean Pépin, H.-D. Saffrey, A.-Ph. Segonds, Paris, Vrin, 1980, 228 p.
- Plotin, Traités 42-44. Sur les genres de l'être I, II et III, présentés, traduits et annotés par L. Brisson, GF1348, Paris, Flammarion, 2007, 368 p.
- Plotin, Traités 51-54. Porphyre, Vie de Plotin, Présentation, traduction et notes sous la direction de Luc Brisson et Jean-François Pradeau, GF 1444, Paris, Flammarion, 2010.
- Porphyre de Tyr, La Vie de Plotin I, Travaux préliminaires et index grec complet, par Luc Brisson, Marie-Odile Goulet-Cazé, Richard Goulet et Denis O'Brien, Histoire des Doctrines de l'Antiquité Classique [directeur J. Pépin] 6, Paris, Vrin, 1982, 436 p.
- Porphyre de Tyr, La Vie de Plotin II, Études d'introduction, texte grec et traduction française, commentaire, notes complémentaires, bibliographie, par Luc Brisson, Jean-Louis Cherlonneix, Marie-Odile Goulet-Cazé, Richard Goulet, Mirko D. Grmek, Jean-Marie Flamand, Sylvain Matton, Denis O'Brien, Jean Pépin, Henri Dominique Saffrey, Alain-Ph. Segonds, Michel Tardieu et Pierre Thillet, Histoire des Doctrines de l'Antiquité Classique [directeur J. Pépin] 16, Paris, Vrin, 1992, XVI + 766 p.
- Porphyre de Tyr, Sentences, Études d'introduction, texte grec et traduction française, commentaire, avec une traduction anglaise de J. Dillon, par l'UPR 76, sous la direction de L. Brisson, Paris, Vrin, 2005, 2 vol., 874 p.
- Chalcidius, Commentaire au Timée de Platon, t. I, édition critique et traduction française par Béatrice Bakhouche, avec la collaboration de Luc Brisson pour la traduction ; t. II, Notes sur la traduction et le Commentaire de Calcidius et Annexes, par Béatrice Bakhouche, Paris, Vrin, 2011, 934 p.
- Jamblique, Vie de Pythagore, La Roue à Livres, Introduction, traduction et notes par L. Brisson et A. Ph. Segonds, Paris, Les Belles Lettres, 1996.
- Diogène Laërce, Vies et Doctrines des Philosophes illustres, traduction française sous la direction de Marie-Odile Goulet-Cazé, 40, Introduction, traductions et notes de J.-F. Balaudé, L. Brisson, J. Brunschwig, T. Dorandi, M.-O Goulet-Cazé, R. Goulet et M. Narcy, avec la collaboration de Michel Patillon, La Pochothèque, Classiques modernes, Paris, Le Livre de Poche, 1999, 1999.
- Longin (philosophe), Fragments et Art rhétorique, texte établi et traduit par Michel Patillon et Luc Brisson; Rufus, Art rhétorique, texte établi et traduit par Michel Patillon, Paris, Les Belles Lettres, 2001.

## Honneurs
- Prix Zographos décerné par l'Association des études grecques (1975)
- Médaille de bronze du CNRS (1978)
- Membre de la Société royale du Canada (1998)
- Membre étranger de l'Académie des Lyncéens, Rome (2007)
- Doctorat honoris causa de l'Université du Québec à Montréal (2013)